# Балагер, Виктор (певец)
Виктор Балагер (исп. Victor Balaguer; 16 апреля 1921, Барселона, Испания — 17 апреля 1984, Барселона, Испания) — испанский певец, наиболее известный своим участием на конкурсе песни Евровидение 1962 года.
Балагер являлся разносторонним певцом, который регулярно переходил от поп-музыки к сарсуэле, пел то на испанском, то на каталонском языках.

## Биография

### Карьера
Начав карьеру, Балагер выиграл фестиваль в Бенидорме. Певец стал участником популярного фестиваля Средиземноморской песни с песней «La muralla de Berlín».
В 1961 году, Балагер принял участие в испанском отборе на конкурс песни Евровидение 1961 года. Певец занял второе место, уступив всего лишь один балл победительнице отбора — Кончите Баутисте. Примечательно, что в этом году Испания участвовала на конкурсе в первый раз.

### Евровидение
В 1962 году Балагер снова решил попытать удачу в испанском отборе. С песней «Llámame» певец занял первое место. Балагеру было предоставлено участие на Евровидении.
На конкурсе, Балагер выступил третьим. Выступление прошло неудачно, не набрав ни одного балла, певец занял последнее место (вместе с представителями Бельгии, Австрии и Нидерландов). Примечательно, что все эти страны стали первыми в истории конкурса, набравшие ноль баллов.

### Дальнейшая карьера
В дальнейшем, Балагер часто выступал на испанском и каталонском языках, но закончил музыкальную карьеру из-за продолжительной болезни.

## Смерть
17 апреля 1984 года, Виктор Балагер умер от колоректального рака в возрасте 63 лет.